# Owczary (Szklary Górne)
Owczary – osada wsi Szklary Górne w Polsce, położona w województwie dolnośląskim, w powiecie lubińskim, w gminie Lubin, na obszarze sołectwa Szklary Górne. W osadzie znajduje się tartak.
W latach 1975–1998 osada administracyjnie należała do województwa legnickiego.

## Komunikacja
Przez Owczary przebiega trasa linii 1 komunikacji miejskiej w Lubinie.
- Kierunek do wsi: ZG Szyb Zachodni
- Kierunek do miasta: LUBIN SPORTOWA
- Przystanek we wsi: Szklary Górne 03 (Owczary)